# (8675) 1991 YZ
(8675) 1991 YZ es un asteroide perteneciente al cinturón de asteroides descubierto el 30 de diciembre de 1991 por Seiji Ueda y el astrónomo Hiroshi Kaneda desde el Kushiro Marsh Observatory, Hokkaido, Japón.

## Designación y nombre
Designado provisionalmente como 1991 YZ.

## Características orbitales
1991 YZ está situado a una distancia media del Sol de 3,014 ua, pudiendo alejarse hasta 3,137 ua y acercarse hasta 2,892 ua. Su excentricidad es 0,041 y la inclinación orbital 10,033 grados. Emplea 1911,39 días en completar una órbita alrededor del Sol.
Los próximos acercamientos a la órbita de Júpiter ocurrirán el 18 de agosto de 2058, el 25 de junio de 2105 y el 12 de mayo de 2152.
Pertenece a la familia de asteroides de (221) Eos.

## Características físicas
La magnitud absoluta de 1991 YZ es 12,87. Tiene 9,954 km de diámetro y su albedo se estima en 0,178. 